# Valtion teknillinen tutkimuskeskus

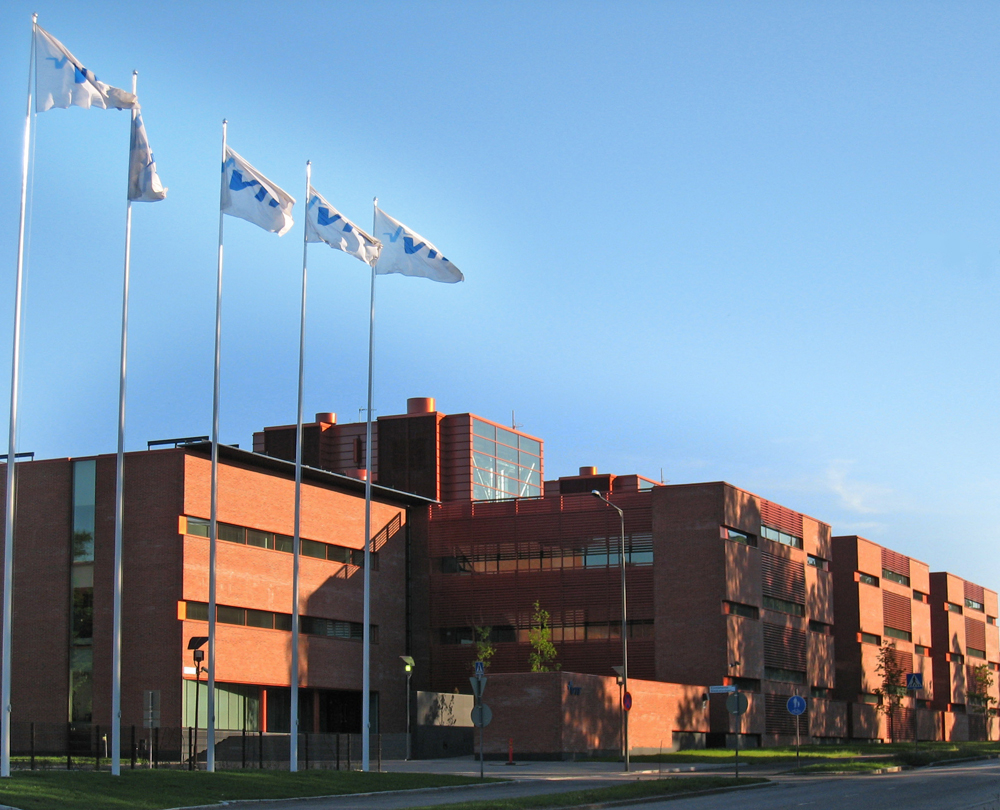
Edifício principal da VTT em Otaniemi, Espoo.

Teknologian tutkimuskeskus VTT Oy também conhecida como VTT Technical Research Centre of Finland Ltd  é uma organização voltada a pesquisa da Finlândia. Tem como objetivo o desenvolvimento de novas tecnologias, sendo uma empresa criativa e inovadora. Atua nas áreas de desenvolvimento, pesquisas, teste e serviços de informações para o público em geral, companhias e organizações internacionais.